# Chèvre du Drâa
La Chèvre du Draâ, ou Chèvre des oasis, est une race caprine d'origine Marocaine, élevée dans la vallée du Drâa. 
Il s'agit de la première population de chèvres marocaines reconnue comme une race distincte, en raison de son isolement génétique dans la vallée du Drâa, au climat aride.

## Caractéristiques
C'est une race mixte, à vocation lait et viande. La tête est fine, triangulaire et très souvent dépourvue de cornes. La robe peut présenter différentes couleurs (marron, noir, blanc, mélanges de ces couleurs). Les poils sont souvent ras, la mamelle est relativement développée. Le poids adulte moyen est de 30 kg . Elle peut se reproduire toute l’année. La prolificité est de 158 % en station. 
Elle est résistante aux privations d'eau.